# 銃櫃壩
銃櫃壩，位於台灣南投縣水里鄉鉅工村，為一小型重力壩。主要功能為攔截大觀發電廠發電後的尾水，經由引水隧道輸送至銃櫃壩，並匯集銃櫃溪上游溪水，透過壓力鋼管送至明潭發電廠鉅工分廠發電。

## 沿革
銃櫃壩是台灣日治時期日月潭水力發電計畫之一。日月潭第一發電所（門牌潭發電所）於1934年完工啟用後，耗電量大的事業，例如煉鋁業大為發達，導致電力使用不足故又增加第二期工程，於水里溪下游利用門牌潭發電所的尾水來發電。銃櫃壩興建於1935年12月，1937年8月完工。完工後的發電所稱為「日月潭第二發電所」。在太平洋戰爭期間，成為美軍轟炸目標之一。今日的銃櫃壩為戰後台電公司所復建。

## 結構
銃櫃壩是一座重力式曲線形混凝土重力壩，壩長57公尺，壩高27公尺，壩體中部設有2圓孔排沙道，右側設有進水口，排水量為每孔每秒20立方公尺。